# Deap Vally
Le Deap Vally sono un duo rock americano, formatosi a Los Angeles, California nel 2011. Il gruppo è composto da Lindsey Troy e Julie Edwards.

## Storia del gruppo
Lindsey Troy e Julie Edwards si sono conosciute ad una lezione di uncinetto a Silver Lake. Julie Edwards suonava nel gruppo The Pity Party, mentre Julie Edwards aveva intrapreso una carriera da solista.
A luglio 2012 viene pubblicato il primo singolo Gonna Make My Own Money. Nell'estate di quell'anno hanno suonato al Latitude Festival e al festival di Reading e Leeds. Nel novembre dello stesso anno, le Deap Vally hanno aperto i concerti dei The Vaccines durante il loro tour britannico. Il mese successivo hanno aperto alcuni concerti dei Muse durante il loro tour europeo.
Nell'aprile del 2013 è stato pubblicato l'EP Get Deap!, contenente quattro tracce e prodotto da Lars Stalfors. Il 24 giugno 2013 è stato pubblicato il loro album di debutto Sistrionix.
Tra il 2015 e il 2016 hanno aperto concerti di artisti come Marilyn Manson, Peaches, i Wolfmother e i Red Hot Chili Peppers.
Il 16 settembre 2016 è stato pubblicato il secondo album Femejism.
Nell'estate del 2017 hanno aperto alcuni concerti dei Garbage e dei Blondie durante il Rage and Rapture tour.
Alla fine del 2019, le Deap Vally hanno annunciato un album in collaborazione con i The Flaming Lips sotto il nome Deap Lips.
Il 26 febbraio 2021 è stato pubblicato l'EP Digital Dream, mentre il 18 giugno dello stesso anno è uscito l'EP American Cockroach. Il 19 novembre 2021 è stato pubblicato l'album in studio Marriage.

## Formazione
- Lindsey Troy – voce, chitarra (2011-presente)
- Julie Edwards – voce, batteria (2011-presente)

## Discografia

### Album in studio
- 2013 – Sistrionix
- 2016 – Femejism
- 2020 – Dead Lips (con The Flaming Lips)
- 2021 – Marriage

### Extended play
- 2013 – Get Deap!
- 2021 – Digital Dream
- 2021 – American Cockroach